# Nove Vidas (2002)
Nine Lives (bra/prt: Nove Vidas) é um filme britânico de 2002, do gênero terror, dirigido por Andrew Green.